# Nevile Henderson
Sir Nevile Meyrick Henderson, KCMG (10. juni 1882 ved Horsham – 30. december 1942 i London) var en britisk ambassadør, som gjorde tjeneste i Tyskland mellem 1937 og 1939.
Han indtrådte i 1905 i den diplomatiske tjeneste og var 1928-1929 gesandt i Frankrig og 1929-1935 i Beograd. 1935 blev han udnævnt til ambassadør i Buenos Aires og 1937 i Berlin. Der understøttede han energisk den britiske appeasement-politik over for Tyskland.
Han troede på, at Adolf Hitler kunne styres og presses til fred og samarbejde med Vestmagterne. I februar 1939 telegraferede han til udenrigsministeriet i London: "Hvis vi håndterer Hitler på den rigtige måde, er det min overbevisning, at han gradvis vil blive mere fredelig; men hvis vi behandler ham som en udstødt eller en gal hund, vil vi til sidst og endegyldigt gøre ham til en sådan."
| „ | Efter at han kort før krigsudbruddet havde været i audiens ved Hitler, erklærede Henderson, at han ikke vidste, hvad han skulle mene om "denne Fører". På det tidspunkt rystede hele Europa for en krig. Hitler havde imidlertid overfor ham jamret over, hvor led og ked han var politik, og at han så hurtigt som muligt ville vende tilbage til at være maler. “ | “ |
|   | — Süddeutsche Zeitung, 25. februar 2008, S.11 |   |

Da han om morgenen den 31. august 1939 fik at vide, at Hitler ville give ordre til angrebet på Polen, hvis den polske regering ikke inden kl. 12 havde indvilliget i at sende en forhandler til Berlin, forsøgte han forgæves gennem to udsendinge via sin polske kollega Józef Lipski i sidste minut at få Polen overtalt til at give efter. Efter det tyske angreb måtte han den 3. september kl. 9 overrække den tyske udenrigsminister,Joachim von Ribbentrop, et ultimatum med frist til samme dag kl. 11, som forkyndte den britiske indtræden i krigen.
I løbet af 1939 kom Henderson ofte i konflikt med Alexander Cadogan, departementschefen i udenrigsministeriet. Henderson mente, at Storbritannien skulle opruste i stilhed, da en åbenlys oprustning ville tilskynde til at tro, at Storbritannien planlagde en krig mod Tyskland. Cadogan og udenrigsministeriet var ikke enig.
Efter Hendersons tilbagekomst til London skrev han bogen Failure of Mission: Berlin 1937–1939, som udkom i 1940. I bogen fandt han stadig anledning til at rose en række tyske ledere som Hermann Göring. Til gengæld havde han ikke pæne ord at sige om Joachim von Ribbentrop.
En fortsættelse, Water under the Bridges, udkom i 1945 efter hans død.

## Eksterne links
- Failure of a Mission: Berlin 1937 – 1939